# Fred Sheffield
Frederick Jolley Sheffield, detto Fred (Kaysville, 5 novembre 1923 – Tustin, 8 dicembre 2009), è stato un cestista statunitense, professionista nella BAA e nella ABL.

## Palmarès
- Campione NCAA (1944)